# Attilio R. Frassinelli
Attilio R. Frassinelli, född 7 augusti 1907, död 1976, var en amerikansk politiker som var viceguvernör i Connecticut från 1967 till 1971.

## Tidigt liv
Frassinelli föddes den 7 augusti 1907 i Stafford Springs, Tolland County, Connecticut.

## Politisk karriär
Frassinelli var medlem av Demokraterna och ledamot av Connecticuts representationshus från 1947 till 1953. Han var delegat till Demokraternas nationella konvent från Connecticut 1952 och suppleant 1956 och 1960. Från 1967 till 1971 var han den siste av fyra på varandra följande viceguvernörer till guvernör John N. Dempsey, som hade varit guvernör sedan 1961.